# Hadropenaeus affinis
Hadropenaeus affinis is een tienpotigensoort uit de familie van de Solenoceridae. De wetenschappelijke naam van de soort is voor het eerst geldig gepubliceerd in 1906 door Bouvier.